# Капілікая скельна гробниця
Капілікая скеля-гробниця — гробниця елліністичного періоду в Чорумі, Туреччина. Датується II століттям до нашої ери.
Знаходиться приблизно за 27 кілометрів від Чорума, він знаходиться в 1 км від району Лачин, що у Туреччині. Розміщена на скелястій, крутій і нерівній місцевості, утвореній рифтовими долинами, потрісканими річкою, на північно-західному куті скелі, яка тягнеться на північ. Гробниця відома як скельна гробниця елліністичного періоду. На дверях гробниці є напис «IKEZIOS» і символ хреста. Гробниця має форму куба, праворуч і ліворуч від входу є вирізьблені фігури мертвих. Хоча територія, де розташована гробниця, вкрита сосновим лісом, з неї відкривається можливість побачити всю долину.

## Джерело
1. ↑  kapalıkaya kaya mezarı. Архів оригіналу за 31 Temmuz 2021.